# Debet (bankowość)
Debet (łac. ‘winien’ od debēre 'być winnym’) – w bankowości debetem nazywa się ujemne saldo na rachunku bankowym, które powstaje na skutek wypłacenia z tego rachunku więcej środków niż na nim było lub możliwość wypłaty większej ilości środków niż znajduje się na koncie (odnawialna pożyczka w rachunku). Najczęściej występuje wtedy w zwrocie „przyznano debet”. Funkcjonuje podobnie do opcji kredytu. Po wykorzystaniu debetu, na koncie występuje stan ujemny, od którego na ogół naliczane są odsetki.
Maksymalna wysokość debetu, wysokość oprocentowania stałego lub zmiennego, a także możliwy okres posiadania ujemnego stanu konta ustalany jest przez bank indywidualnie dla każdego klienta, najczęściej według takich parametrów jak: wiek, zarobki, rodzaj umowy o pracę, czas zatrudnienia, liczba osób w gospodarstwie domowym na utrzymaniu, historia kredytowa czy posiadanie mieszkania.
W wielu bankach procedura uzyskania debetu odbywa się z wykorzystaniem internetu (bankowość elektroniczna). Wniosek o debet wysyła się przez sieć, wypełniając pola z zapytaniami zawartymi w określonym formularzu. Dzięki automatycznemu rozpatrywaniu wniosków możliwe jest uzyskanie odpowiedzi w ciągu kilku minut.
Oprocentowanie debetów przeważnie uzależnione jest od wysokości stóp procentowych.